# Posloupnost
Posloupnost (sekvence) je v matematice konečná nebo nekonečná sada objektů, v níž záleží na pořadí a objekty se mohou opakovat. Například zápis libovolného slova (nebo libovolný řetězec znaků) lze považovat za konečnou posloupnost písmen. Pokud je posloupnost konečná, často ji nazýváme uspořádanou n-ticí.
Pokud jsou všechny členy posloupnosti čísla, mluvíme o číselné posloupnosti. Uspořádanou n-tici čísel můžeme chápat jako souřadnice bodu v n-rozměrném eukleidovském prostoru a často ji nazýváme aritmetický vektor.

## Formální definice
Posloupnost je zobrazení z množiny přirozených čísel do libovolné množiny.
Nekonečná posloupnost je zobrazení množiny přirozených čísel do libovolné množiny.
Číselná posloupnost je zobrazení z množiny přirozených čísel do libovolné číselné množiny (například do množiny komplexních nebo reálných čísel).
Posloupnost značíme obvykle {\displaystyle \{a_{n}\}_{n=1}^{\infty }}, i když správnější by bylo (podobně jako u uspořádané n-tice) {\displaystyle (a_{n})_{n=1}^{\infty }}, {\displaystyle \left[{a_{n}}\right]_{n=1}^{\infty }}, {\displaystyle (a_{n})} nebo (pokud nemůže dojít k záměně s jiným značením) pouze {\displaystyle a_{n}}. Čteme „posloupnost á en pro en (jdoucí) od jedné do nekonečna“.
Posloupnost může být určena výrazem (předpisem), který vyjadřuje přímo n-tý člen posloupnosti {\displaystyle a_{n}}, např. {\displaystyle a_{n}={\frac {n}{n+1}}} odpovídá posloupnosti {\displaystyle {\frac {1}{2}},{\frac {2}{3}},{\frac {3}{4}},{\frac {4}{5}},\cdots }

## Druhy posloupností
Jsou-li členy posloupnosti čísla, hovoříme o číselné posloupnosti, jsou-li to funkce, pak hovoříme o funkčních posloupnostech. Funkční posloupnost je posloupnost, která každému přirozenému číslu {\displaystyle n} přiřazuje funkci {\displaystyle f_{n}(x)}, přičemž hodnota {\displaystyle n}-tého členu funkční posloupnosti závisí nejen na pořadovém čísle {\displaystyle n}, ale také na argumentech funkce {\displaystyle f_{n}} (v obecném případě nemusí jít o funkci jedné proměnné).

### Číselné posloupnosti
Číselná posloupnost je posloupnost, která každému přirozenému číslu {\displaystyle n} přiřazuje číslo {\displaystyle a_{n}}, přičemž {\displaystyle a_{n}} závisí pouze na hodnotě {\displaystyle n}.
Číselná posloupnost může být zadána rekurentně, kdy jsou členy posloupnosti určeny prostřednictvím předcházejících členů. Rekurentním zadáním lze snadno definovat např. Fibonacciho posloupnost:
{\displaystyle a_{1}=1,a_{2}=1,a_{n+2}=a_{n+1}+a_{n}}.
Její členy jsou 1, 1, 2, 3, 5, 8, ...
Rekurentní zadání posloupnosti
Rekurentní vzorec určuje člen posloupnosti pomocí znalosti jednoho nebo více předcházejících členů. Součástí každého rekurentního vzorce musí být automaticky zadán i první člen (resp. několik prvních členů). Nevýhoda rekurentního zadání je nutnost znalosti předcházejícího členu, což je u např. 1000. členu nepříjemná situace.
Přecházení mezi jednotlivými zadáními
vzorec pro n-tý člen ⟶ rekurentní vzorec
Zde platí, že více způsobů vede na více řešení. Rekurentních vzorců pro jednu posloupnost je mnoho, na konci si stačí pouze vybrat. Mnohdy je nejjednodušší způsob pouze odhadnout. Většinou stačí vypsat si pár prvních členů. První způsob je tedy odhad. Druhý způsob nalezení rekurentního vzorce je rozdíl sousedních členů. Třetí způsob je podle podílu sousedních členů.
Rekurentní vzorec ⟶ vzorec pro n-tý člen
I v tomto případě lze v mnoha případech odhadovat možný vzorec. Zde je také "záchrana", pokud právě neumíme (resp. nejsme schopni) odhadnout vzorec. Vypíšeme si prvních n členů. Poté si vypíšeme opět n členů, ale tak, aby obsahoval vždy i předchozí člen (např. a1 = 1, a2 = a1 + 5, a3 = a2 + 5, atd..). Dáme do rovnice rekurentní zadání an+1 členu a součet an+1 členů. Po úpravě nám vyjde vzorec pro (n+1)-tý člen a posunutím o jeden index dolů dojdeme k požadovanému výsledku.

## Vybraná posloupnost
Je-li {\displaystyle (a_{n})_{n=1}^{\infty }} posloupnost (obecně reálných) čísel a {\displaystyle (k_{n})_{n=1}^{\infty }} ostře rostoucí posloupnost přirozených čísel, pak složené zobrazení {\displaystyle (a_{k_{n}})_{n=1}^{\infty }} nazýváme posloupnost vybraná (též podposloupnost) z {\displaystyle a_{n}} (jinými slovy, z {\displaystyle a_{n}} vybereme některé členy, ale tak, že jejich indexy rostou, např. všechny liché členy).

## Posloupnosti v topologických prostorech
Posloupnosti hrají důležitou roli v topologii, zvláště ve studiu metrických prostorů. Například:
- Metrický prostor je kompaktní právě tehdy, když je sekvenčně kompaktní.
- Zobrazení z metrického prostoru do jiného metrického prostoru je spojité právě tehdy, když obrazem každé konvergentní posloupnosti je konvergentní posloupnost.
- Metrický prostor je souvislý právě tehdy, když při každém rozdělení prostoru na dvě množiny, existuje v jedné z těchto množin posloupnost, která konverguje k bodu ve druhé z množin.
- Topologický prostor je separabilní právě tehdy, když existuje hustá posloupnost bodů.

Posloupnosti lze zobecnit na sítě nebo filtry. Tato zobecnění nám umožňují rozšířit některé z výše uvedených vět na prostory bez metriky.